# Algemene verkiezingen in Botswana (1979)

De resultaten per kiesdistrict.

De Algemene verkiezingen in Botswana van 1979 vonden op 20 oktober plaats. De verkiezingen werden gewonnen door de Botswana Democratic Party (BDP) die haar zetelaantal zag toenemen van 27 naar 29. De oppositie deed het wederom slecht en won bij elkaar slechts drie zetels. (De oppositiepartijen deden het alleen behoorlijk in stedelijke gebieden en de Southern District.) De opkomst was in vergelijking tot vijf jaar eerder met 58,4% hoog te noemen. In aanloop naar de verkiezingen was een grote overheidscampagne gestart om de bevolking te bewegen om zich te laten registreren voor de verkiezingen, waaraan toch wel enigszins gehoor werd gegeven.

## Nationale Vergadering
Het aantal kiesgerechtigden bedroeg 230.231, waarvan 134.496 (58,4%) hun stem uitbrachten. Naast de 32 verkozenen, werden nog 4 indirect gekozenen aan het parlement toegevoegd.
| Partij                          | Partij                          | Zetels  | %      |
| ------------------------------- | ------------------------------- | ------- | ------ |
|                                 | Botswana Democratic Party       | 29      | 75,40  |
|                                 | Botswana National Front         | 2       | 13,10  |
|                                 | Botswana People's Party         | 1       | 7,50   |
|                                 | Botswana Independence Party     | 0       | 3,80   |
| Partijloos                      | Partijloos                      | 0       | 0,20   |
| Totaal                          | Totaal                          | 32      | 100,00 |
| Geregistreerde kiezers/ opkomst | Geregistreerde kiezers/ opkomst | 230.231 | 58,40  |
| Bron: AED                       |                                 |         |        |

## Presidentsverkiezingen

### Presidentskandidaten
De volgende personen stelden zich kandidaat voor het presidentschap: 
- Sir Seretse Khama (BDP)
- Dr. Kenneth Koma (BNP)[4]

### Uitslag
De Nationale Vergadering herkoos in nieuwe samenstelling Sir Seretse Khama als president van Botswana voor een termijn van vijf jaar.
Algemene en regionale verkiezingen: 1965 · 1969 · 1974 · 1979 · 1984 · 1989 · 1994 · 1999 · 2004 · 2009 · 2014 · 2019 ·  2024

Referenda: 1987 · 1997 · 2001
]